# Англо-турска война (1807 – 1809)
Англо-турската война от 1807 – 1809 г. е част от Наполеоновите войни.

## Предистория
През лятото на 1806 г. по време на войната с Третата коалиция (Британия, Русия, Прусия, Швеция), посланикът на Наполеон генерал граф Себастиани се опитва да убеди Портата да отмени всички специални привилегии, дадени на Русия през 1805 г. и да отвори турските проливи (Дарданелите) само и изключително за френски военни кораби. В замяна Наполеон обещава помощ на султана за смазване на въстанието в Сърбия и възстановяване на изгубените османски територии. Когато през 1806 г. руската армия тръгва към Молдова и Влахия, османците обявяват война на Русия.

## Ход на войната
По време на Дарданелската операция през септември 1806 г., британците притискат султан Селим III да изгони Себастиани и да обяви война на Франция, отстъпвайки Дунавските княжества на Русия и предавайки флота си, заедно с крепостите на Дарданелите на кралския флот. След като Селим отхвърля ултиматума, британска ескадра, командвана от вицеадмирал сър Джон Томас Дъкуърт навлиза в Дарданелите на 19 февруари 1807 г., унищожава османските морски сили в Мраморно море и спуска котва срещу Истанбул. Но турците издигат мощни батареи и засилват укрепленията с помощта на генерал Себастиани и френски инженери. Британските военни кораби са обстрелвани и Дъкуърт е принуден да отплава обратно за Средиземно море на 8 март 1807 г.
На 16 март 1807 г. 5000 души британска войска се качват на кораб за Александрийската експедиция от 1807 г. и окупира Александрия през август, макар че местният управник Мохамед Али паша след кратка обсада ги побеждава и ги принуждава да се евакуират пет месеца по-късно. Все пак Турция получава малка военна подкрепа от Франция в тежката война с Русия. Наполеон се проваля в опита си да си осигури благоразположеността на Русия. По тази причина на 5 януари 1809 г. османското правителство сключва Договора от Дарданелите с Великобритания (която се намира във война с Франция и Русия).